# Grabrovnica
 Ovo je glavno značenje pojma Grabrovnica. Za planinski vrh na Bilogori pogledajte Grabrovnica (Bilogora).
Grabrovnica je naselje u Republici Hrvatskoj, u sastavu Općine Pitomača, Virovitičko-podravska županija. 

## Stanovništvo
Prema popisu stanovništva iz 2001. godine, naselje je imalo 467 stanovnika te 137 obiteljskih kućanstava.
| broj stanovnika | 354   | 445   | 405   | 610   | 699   | 764   | 736   | 748   | 800   | 789   | 723   | 605   | 544   | 487   | 467   | 405   | 357   |
|                 | 1857. | 1869. | 1880. | 1890. | 1900. | 1910. | 1921. | 1931. | 1948. | 1953. | 1961. | 1971. | 1981. | 1991. | 2001. | 2011. | 2021. |

## Poznate osobe
- Petar Preradović 19. ožujka 1818. – Fahrafeld kraj Beča, 18. kolovoza 1872.) — hrvatski pjesnik ilirac, krajiški general koji je sudjelovao u hrvatskom ilirskom preporodu. Poznat je po svojim domoljubnim pjesmama, a posebno po pjesmama "Rodu o jeziku", "Putnik" itd. Za života je objavio dvije zbirke pjesama.

## Šport
- NK Croatia Grabrovnica, nogometni klub osnovan 1975. godine.